# Adam Seibert
Adam Seibert (* 19. Dezember 1818 in Rauschenberg; † 10. Oktober 1880 ebenda) war ein deutscher Mühlenbesitzer und Abgeordneter des Kurhessischen Kommunallandtages Kassel.

## Leben
Adam Seibert wurde als Sohn des Müllers Johann Seibert und dessen Ehefrau Elisabeth Heuser geboren. Er übernahm in seinem Heimatort Rauschenberg den elterlichen Mühlenbetrieb Hardtmühle und erhielt 1878 als einer der Vertreter aus dem Stand der höchstbesteuerten Grundbesitzer und Gewerbetreibenden aus den Kreisen Frankenberg und Kirchhain einen Sitz im Kurhessischen Kommunallandtag des preußischen Regierungsbezirks Kassel, den er bis 1880 behielt. 